# Тромбон
Тромбон (итал. trombone — большая труба) — медный духовой музыкальный инструмент, отличительной особенностью которого является наличие передвижной кулисы, плавно изменяющей объём воздуха в инструменте и соответственно высоту его звучания. Существует несколько регистровых разновидностей тромбона, основными из которых является тенор-тромбон и тенор-бас-тромбон в строе Си-бемоль (in B).
Входит в состав различных оркестров — симфонического, духового, эстрадного, джазового биг-бенда.
Натуральный звукоряд тенор, тенор-бас и бас тромбона:

## История

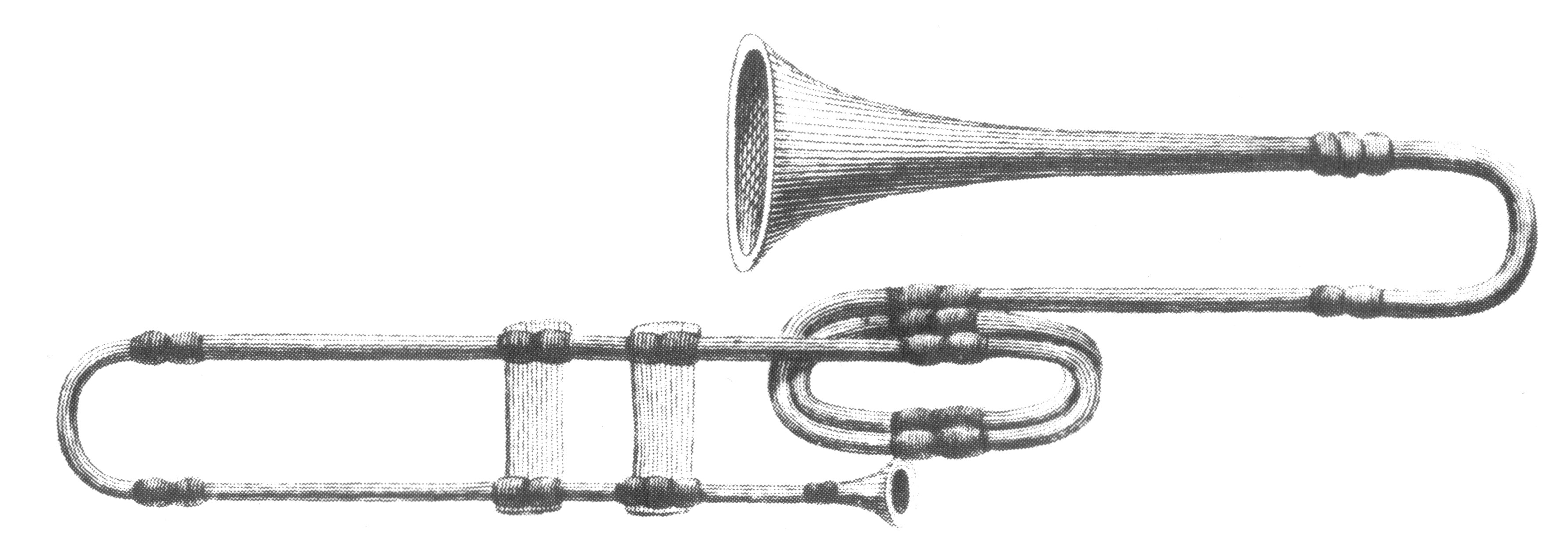
Сакбут — старинная разновидность тромбона

Появление тромбона относится к XV веку. Принято считать, что непосредственными предшественниками этого инструмента были кулисные трубы, при игре на которых у музыканта была возможность передвигать трубку инструмента, таким образом получая хроматический звукоряд. Такие трубы использовались для удвоения голосов церковного хора, учитывая сходство тембра трубы с человеческим голосом. Нужно только было достичь сходства интонации, для чего и сделали кулису, дающую хроматизм и вибрато.
За время своего существования тромбон практически не претерпел радикальных изменений в своей конструкции.
Первые инструменты, по сути представлявшие собой тромбоны, назывались сакбутами (от фр. saquer — тянуть к себе, bouter — толкать от себя). Они были меньше современных инструментов по размеру и имели несколько разновидностей по регистрам певческих голосов, которые удваивали и тембру которых подражали: сопрано, альт, тенор и бас. Сакбуты благодаря хроматическому звукоряду сразу стали постоянными членами оркестров. Небольшие усовершенствования сакбутов привели к появлению в XVII веке практически современных инструментов, к которым в это время уже стало применяться итальянское слово trombone.
К середине XVIII века основной сферой использования тромбонов была церковная музыка: чаще всего этим инструментам поручалось дублирование певческих голосов. Постоянным членом оркестра тромбон становится только на рубеже XVIII―XIX веков. Как правило, в состав оркестра входили три тромбона: альтовый, теноровый и басовый (так как на сопрановом тромбоне с его маленькой кулисой трудно было играть чисто). Тогда же тромбон резко сменил амплуа. Из игры в высоких регистрах, где его торжественный тембр сливался с блестящим тембром церковных певцов, он перешёл в мрачный низкий регистр, оставив верхнюю тесситуру трубам и валторнам. Сумрачный тембр тромбона ассоциировался со сверхъестественными силами, потусторонним миром, и использовался в характерных сценах оперных спектаклей. Глюк поручил трио тромбонов сопровождение погребального хора в «Альцесте», хора Фурий в Орфее, а также драматический эпизод в «Ифигении в Тавриде». В. А. Моцарт использовал тромбоны почти исключительно в операх (особенно трагично звучат тромбоны в сцене с Командором в «Дон Жуане») и в церковной музыке, в частности, в Реквиеме, где этому инструменту поручено соло. У Людвига ван Бетховена тромбоны впервые появляются в финале Пятой симфонии, используются в дальнейшем в Шестой и Девятой, в оратории «Христос на Масличной горе» и других сочинениях. Композитору принадлежат также три пьесы (нем. Drei Equale) для квартета тромбонов. У Бетховена тромбон снова сменил амплуа. Теперь главным стал блестящий верхний регистр, а его тембр использовался в светлых героических эпизодах (хотя есть и мрачные образы — сцена в тюрьме из оперы Фиделио). Бетховен сделал три тромбона постоянным членами оркестра. Новое амплуа тромбону придал Рихард Вагнер. Используя и мрачные роковые низы («Золото Рейна», в дальнейшем эта линия продолжена была П. И. Чайковским) и блестящие верхи («Полёт Валькирий»), он, однако, открыл благородную середину и стал использовать тромбоны как важнейший инструмент любовной лирики («Тристан и Изольда»). Дальнейшее развитие тромбона связано уже с музыкой джаза, в которой, как это ни удивительно, продолжилась как раз открытая Р. Вагнером лиричность, ещё усиленная использованием глушащих сурдин — грибка и букета. Хотя в джазе есть и другие амплуа тромбона. В современной музыке тромбон один из самых разнообразных по характеру инструментов. Использование взятого из джаза приёма кулисного вибрато обогатил его тембр.
Широкому распространению тромбона способствовали многочисленные бродячие ансамбли и оркестры духовых инструментов, выступавшие по всей Европе и Северной Америке.
В эпоху романтизма композиторы обратили внимание на выразительные возможности тромбона. Берлиоз писал, что этот инструмент обладает благородным и величественным звучанием, и поручил ему большое соло во второй части Траурно-триумфальной симфонии. В первой половине XIX века активно развивается сольное исполнительство на тромбоне: среди тромбонистов-солистов этого времени ― немцы Фридрих Бельке, Карл Квайсер и Мориц Набих, француз Антуан Дьепо, итальянец Фелиппе Чиоффи. Репертуар тромбона пополняется сочинениями Фердинанда Давида, Ф. А. Куммера, Ю. Новаковского и других композиторов.
В 1839 году лейпцигский музыкальный мастер Кристан Затлер изобрёл квартвентиль, позволяющий понижать звуки тромбона на кварту, что позволило извлекать звуки из так называемой «мёртвой зоны» (отрезок звукоряда, недоступный из-за конструктивных особенностей тромбона). Предпринимались попытки приспособить к тромбону систему вентилей наподобие механизма трубы и валторны, однако это нововведение не получило распространения из-за того, что такие инструменты, хотя и выигрывали в технической подвижности, значительно теряли в звучании (их тембр приближался к жёсткому и мрачному тембру басовой трубы).
Во второй половине XIX века формируются мощные, по сравнению с прошлым, мануфактуры по производству инструментов — Bach, Holton, Conn, King — в США, Heckel, Zimmerman, Besson, Courtois — в Европе. Выходят из практики некоторые разновидности тромбона, например, альтовый и контрабасовый.
В XX веке, благодаря развитию исполнительской школы и совершенствованию технологий производства инструментов, тромбон стал весьма популярным инструментом. Композиторы создают для него многочисленную концертную литературу, значительное место тромбон занимает в джазе и родственных ему жанрах (джаз-рок и др.). Среди ранних солистов тромбона можно отметить Джека Тигардена и Дж. Дж. Джонсона.
С конца 1980-х годов происходит возрождение интереса к старинным тромбонам (сакбутам) и вышедшим из употребления разновидностям тромбона. Однако в симфонических оркестрах используется только три новых разновидности:
- теноровый тромбон (первый может писаться в альтовом ключе, тогда тромбонист использует более мелкий мундштук для высоких нот, такой псевдоальтовый тромбон типичен для первой партии джазовых оркестров);
- тенор-басовый тромбон с квартвентилем (заменяет вышедший из употребления басовый тромбон, но не имеет звука си контроктавы)
- тенор-контрабасовый тромбон с квартвентилем двойного действия, заменяющий введенный Р. Вагнером, но вышедший из употребления контрабасовый тромбон и имеющий весь его звукоряд от ми-фа контроктавы.

Тембры басового и особенно контрабасового тромбонов более суровые, чем у теноровых, однако трио и квартет (тем более квинтет) тромбонов звучит слитно (в отличие от труб, каждый вид которых резко индивидуален, особенно альтовая и басовая трубы). Типично для оркестра трио тромбонов с тубой (2 тенора + 1 бас либо как у Моцарта  альт, тенор и бас без тубы) и квартет тромбонов с контрабас тромбоном (туба высвобождается для игры басом для валторн и вагнеровских туб).

## Описание

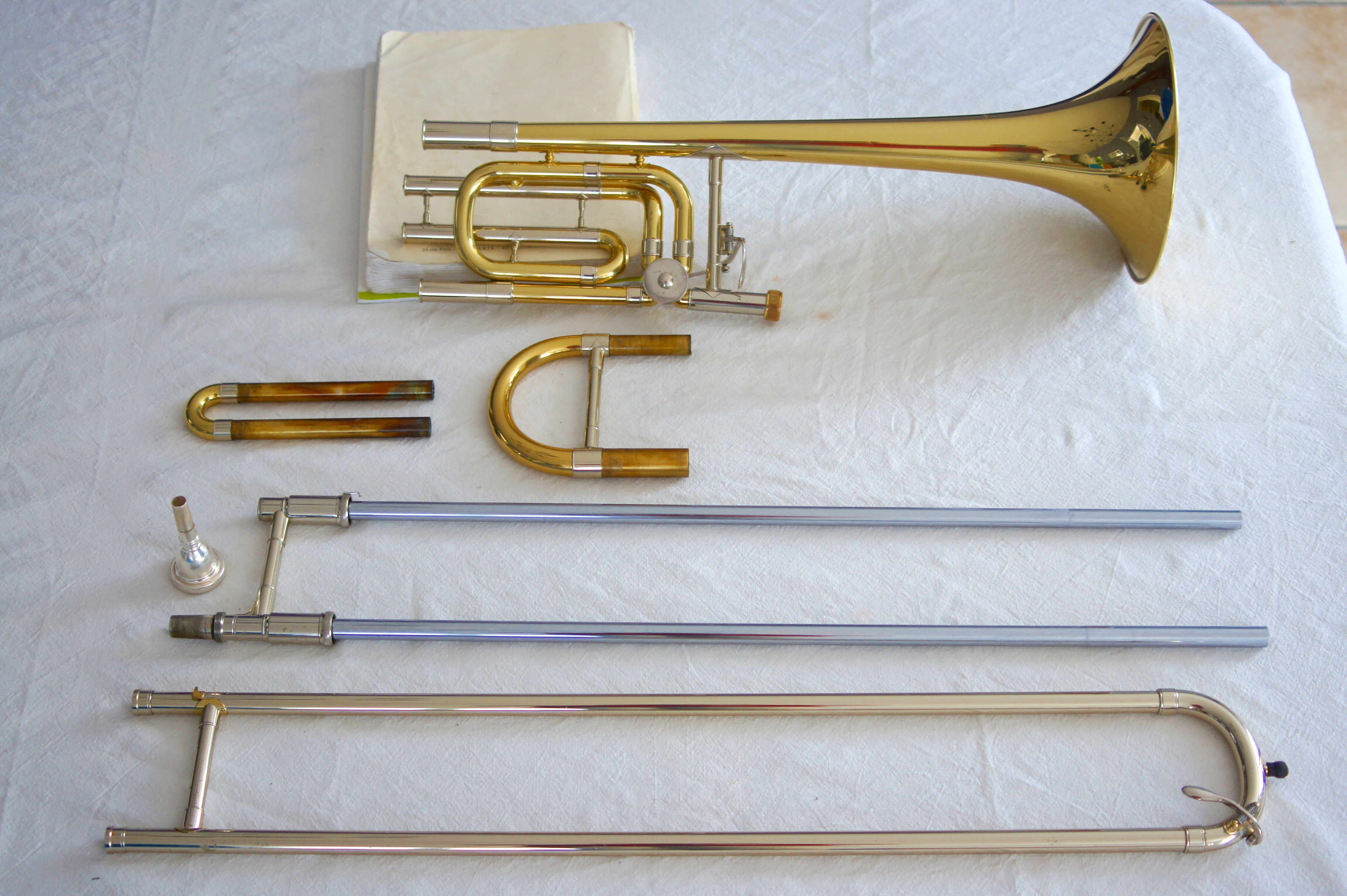
Тенор-бас-тромбон в разобранном виде

Форма и изгибы трубки тромбона сходны с таковыми на трубе — трубка с двумя изгибами, по форме цилиндрическая на большей части длины и постепенно расширяющаяся к раструбу от начала второго изгиба.
Диаметр чашки мундштука тромбона около 25 мм.
Благодаря кулисе при игре на тромбоне достигается точная высота звучания нот (интонирование). Доступен штрих глиссандо.
Существует семь позиций кулисы. Первой позицией называют её начальное положение, когда она задвинута почти до упора. Второй позицией называют отодвинутое от первой позиции положение, при котором высота звучания всего натурального звукоряда понижается на полтона. Аналогично строятся все последующие позиции — каждая позиция отличается по высоте звучания от предыдущей на полтона. Таким образом изменением положения кулисы возможно понижение звукоряда до 6 полутонов, так же как и на большинстве других медных духовых инструментов с тремя вентилями. При включении квартвентиля тромбон даёт только шесть позиций, так как выдвижение кулисы на каждую последующую позицию требует большего пространства из-за увеличения длины трубки тромбона.
Наряду с трубой и валторной тромбон относится к узкомензурным (характерным) медным духовым инструментам. В симфоническом и оперном оркестре обычно используются три тромбона — два теноровых и один басовый.

## Разновидности

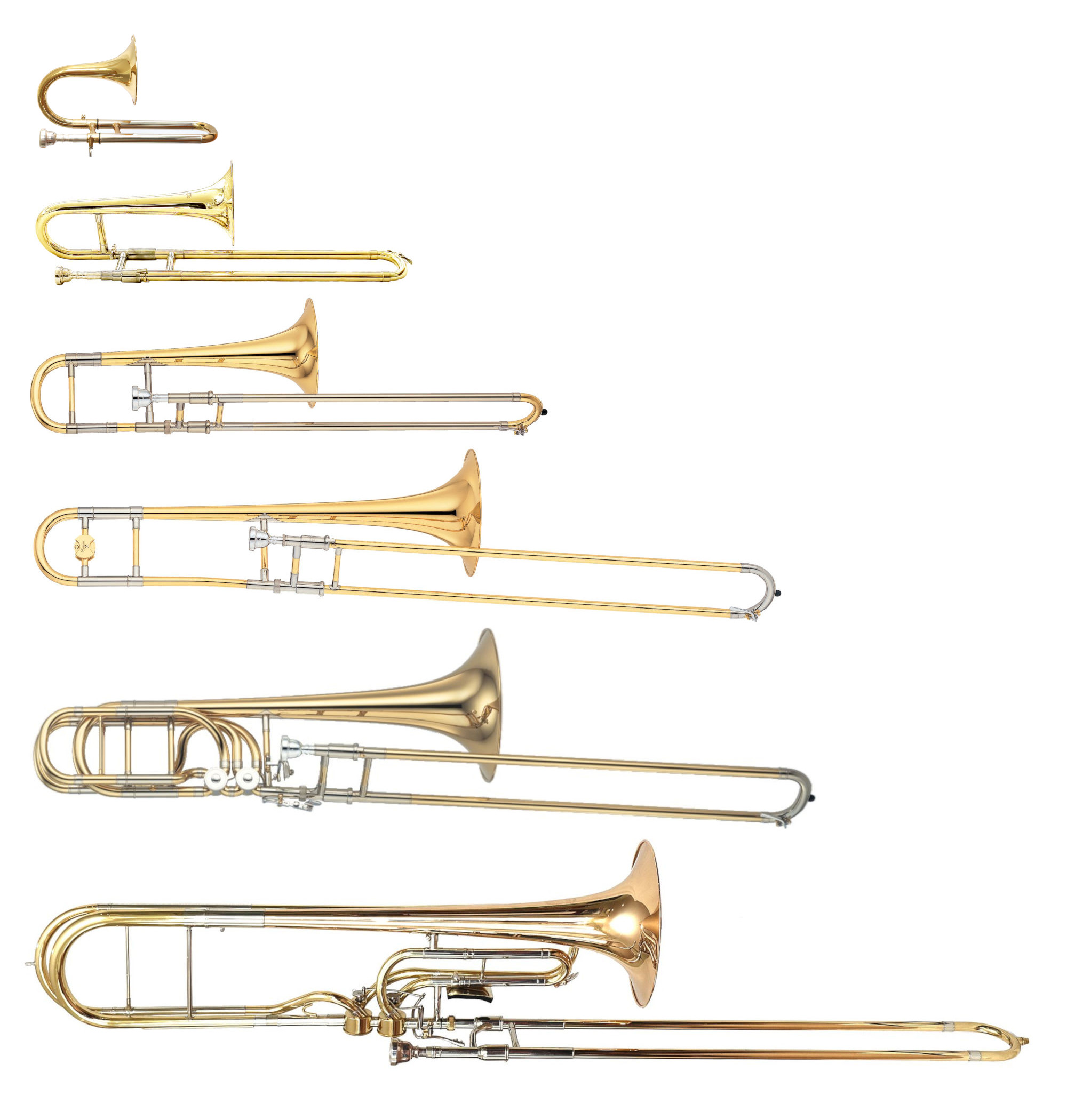
Регистровые разновидности: Пикколо (in B), Сопрано (in B), Альт (in Es), Тенор (in B), Бас (in (B/F/G), Контрабас (in F/D/B)

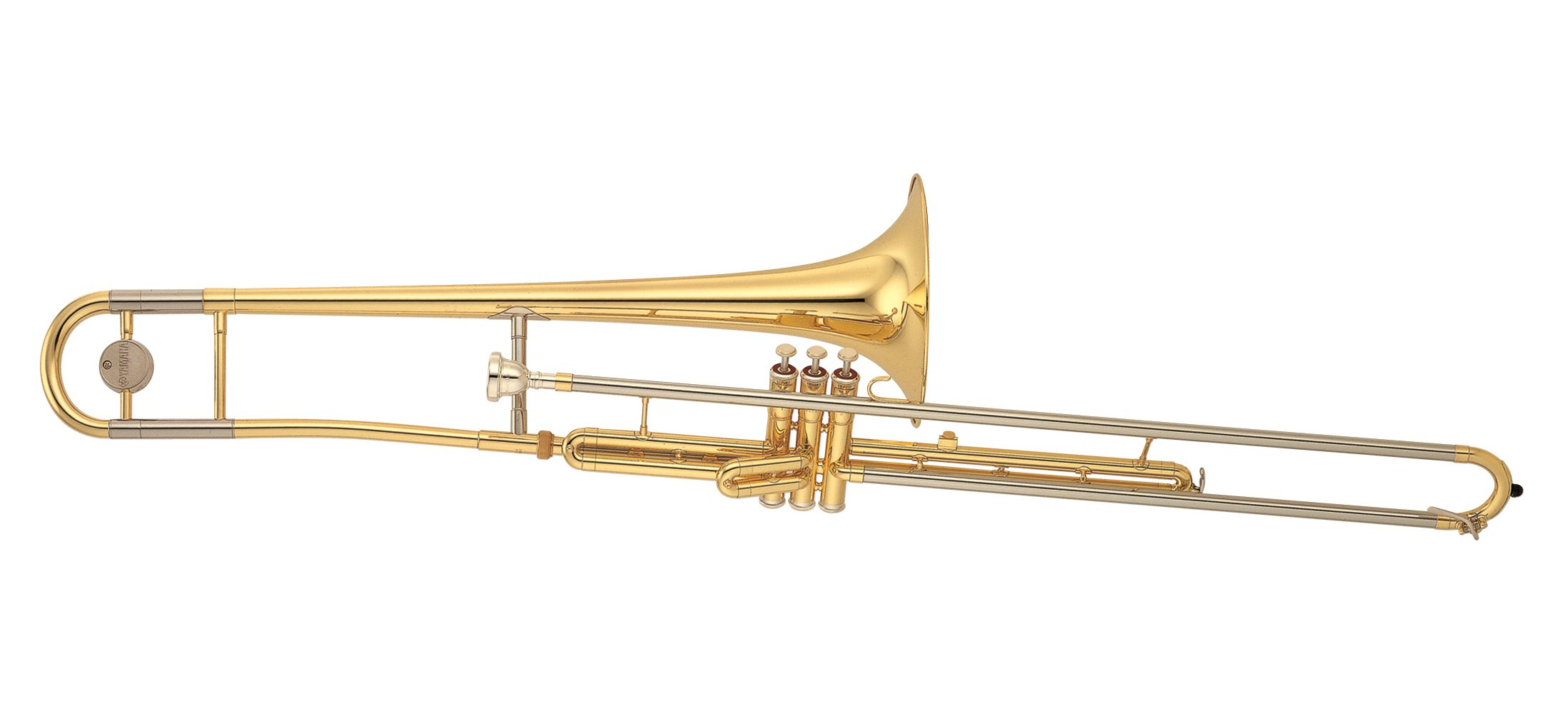
Помповый тромбон

Основным видом тромбона является тенор и тенор-бас-тромбон, бас и альт тромбоны применяются реже, контрабасовый, сопрано, сопранино и пикколо — в исключительных случаях.

Альт-тромбон в строе Es (ми-бемоль) — с диапазоном от ля большой до соль второй октавы. Мензура альт-тромбона 11,95—12,45 мм. На альт-тромбоне используется мундштук от тенор-тромбона с мелкой (очень мелкой) чашкой.
Натуральный звукоряд альт-тромбона:
Тенор-тромбон в строе B (си-бемоль). На тенор-тромбоне возможно извлечение основного тона (первой гармоники) на первых трёх-четырёх позициях кулисы (си-бемоль, ля, ля-бемоль, соль контроктавы), при этом ноты от ми-бемоль большой октавы до си контроктавы на тенор-тромбоне неисполнимы (т. н. ноты «мёртвой зоны»).
Помповый (вентильный) тенор-тромбон — кулисы не имеет, вместо неё используется стандартная для большинства других медных духовых инструментов система из трёх клапанов с дополнительными трубками-кронами. По сравнению с кулисным тромбоном (цуг-тромбоном) помповый тромбон технически более подвижный инструмент, однако уступает ему в красоте звучания. По этой причине используется в основном только в маршевых духовых оркестрах, так как лучше подходит для игры на ходу.
Тенор-бас-тромбон в строе B/F (си-бемоль/фа). Имеет квартвентиль F, позволяющий исполнять ноты мёртвой зоны от ми-бемоль до ноты до большой октавы (кроме си контроктавы). Извлечение основного тона при использовании квартвентиля возможно только на первой-второй позиции кулисы (фа, ми контроктавы).
Современные тенор и тенор-бас тромбоны по мензуре (диаметру основной части канала):
- Узкомензурные — 12,7—12,9 мм/0,500—0,508 дюйма (мундштук с тонкой ножкой). Немецкие, а также английские и французские тромбоны старого образца имеют ещё более узкую мензуру[16][17].
- Среднемензурные — 13,34 мм/0,525" (мундштук с тонкой ножкой)
- Широкомензурные — 13,89 мм/0,547" (мундштук с толстой ножкой).

Бас-тромбон в строе B/F — с очень широкой мензурой (примерно 14,3 мм/0,563") и увеличенным раструбом для лучшего исполнения нот нижнего регистра. По сравнению с тенор-бас-тромбоном бас-тромбон, кроме квартвентиля F, часто имеет второй секствентиль D (ре) или терцвентиль Ges (соль-бемоль). На бас-тромбоне используется мундштук от тенор-тромбона с большой глубокой или средне-глубокой чашкой и толстой ножкой.